# Viktor Romanov
Viktor Egorovitch Romanov (Виктор Егорович Романов) (né le 15 septembre 1937 à Leningrad/Saint-Pétersbourg en Russie (URSS) est un coureur cycliste sur piste soviétique.
Sélectionné dans l'équipe d'URSS en poursuite par équipes, pour les Jeux olympiques de Rome, il participe au gain de la médaille de bronze par cette équipe. Il est sociétaire du club Burevsnik de Leningrad En 1963, avec l'équipe soviétique il remporte le titre de la discipline de la poursuite par équipes, qui est le premier titre obtenu aux championnats du monde de cyclisme sur piste masculin obtenu par le cyclisme de l'URSS.

## Palmarès

### Palmarès sur piste
- 1957
  - 4e du championnat du monde de vitesse individuelle amateurs
- 1960
  -  3e de la poursuite par équipes aux Jeux olympiques de Rome (avec Stanislav Moskvine, Leonid Kolumbet et Arnold Belgardt)
- 1962
  -  3e du championnat du monde de poursuite par équipes amateurs (avec Stanislav Moskvine, Arnold Belgardt et Leonid Kolumbet)
- 1963
  -  Champion du monde de poursuite par équipes amateurs (avec Stanislav Moskvine, Arnold Belgardt et Sergeï Teretschenkov)

### Palmarès sur route
- 1958
  - 2e du Tour de l'URSS